# Lijst van afleveringen van Agatha Christie's Poirot
Dit artikel bevat een lijst van afleveringen van de misdaadserie Agatha Christie's Poirot, die sinds 8 februari 1989 wordt uitgezonden.

## Hoofdpersonages
| Acteur         | Personage           | Functie/Rang                                                       | Seizoenen    | Jaren                      |
| -------------- | ------------------- | ------------------------------------------------------------------ | ------------ | -------------------------- |
| David Suchet   | Hercule Poirot      | Detective                                                          | 1-13         | 1989-2013                  |
| Hugh Fraser    | Arthur Hastings     | Captain OBE                                                        | 1-8, 13      | 1989-2002, 2013            |
| Philip Jackson | James Japp          | Chief Inspector (seizoen 1-8), Assistant Commissioner (seizoen 13) | 1-8, 13      | 1989-2002, 2013            |
| Pauline Moran  | Miss Felicity Lemon | Secretaresse                                                       | 1-3, 5-8, 13 | 1989-1991, 1993-2001, 2013 |
| Zoë Wanamaker  | Mrs Ariadne Oliver  | Detectiveschrijfster                                               | 10-13        | 2006-2013                  |
| David Yelland  | George              | Bediende                                                           | 10-13        | 2006-2013                  |

## Seizoen 1
| nr. | Titel                             | Originele uitzenddatum Verenigd Koninkrijk | Terugkerende personages                 |
| --- | --------------------------------- | ------------------------------------------ | --------------------------------------- |
| 1   | The Adventure of the Clapham Cook | 8 januari 1989                             | Arthur Hastings, James Japp, Miss Lemon |
| 2   | Murder in the Mews                | 15 januari 1989                            | Arthur Hastings, James Japp, Miss Lemon |
| 3   | The Adventure of Johnnie Waverly  | 22 januari 1989                            | Arthur Hastings, James Japp             |
| 4   | Four and Twenty Blackbirds        | 29 januari 1989                            | Arthur Hastings, James Japp             |
| 5   | The Third Floor Flat              | 5 februari 1989                            | Arthur Hastings, James Japp, Miss Lemon |
| 6   | Triangle at Rhodes                | 12 februari 1989                           | n.v.t.                                  |
| 7   | Problem at Sea                    | 19 februari 1989                           | Arthur Hastings                         |
| 8   | The Incredible Theft              | 26 februari 1989                           | Arthur Hastings, James Japp             |
| 9   | The King of Clubs                 | 12 maart 1989                              | Arthur Hastings                         |
| 10  | The Dream                         | 19 maart 1989                              | Arthur Hastings, James Japp, Miss Lemon |

## Seizoen 2
| nr. | Titel                              | Originele uitzenddatum Verenigd Koninkrijk | Terugkerende personages                 |
| --- | ---------------------------------- | ------------------------------------------ | --------------------------------------- |
| 11  | Peril at End House                 | 7 januari 1990                             | Arthur Hastings, James Japp, Miss Lemon |
| 12  | The Veiled Lady                    | 14 januari 1990                            | Arthur Hastings, James Japp, Miss Lemon |
| 13  | The Lost Mine                      | 21 januari 1990                            | Arthur Hastings, James Japp, Miss Lemon |
| 14  | The Cornish Mystery                | 28 januari 1990                            | Arthur Hastings, James Japp, Miss Lemon |
| 15  | The Disappearance of Mr. Davenheim | 4 februari 1990                            | Arthur Hastings, James Japp, Miss Lemon |
| 16  | Double Sin                         | 11 februari 1990                           | Arthur Hastings, James Japp, Miss Lemon |
| 17  | The Adventure of the Cheap Flat    | 18 februari 1990                           | Arthur Hastings, James Japp, Miss Lemon |
| 18  | The Kidnapped Prime Minister       | 25 februari 1990                           | Arthur Hastings, James Japp, Miss Lemon |
| 19  | The Adventure of the Western Star  | 4 maart 1990                               | Arthur Hastings, James Japp, Miss Lemon |

## Seizoen 3
| nr. | Titel                             | Originele uitzenddatum Verenigd Koninkrijk | Terugkerende personages                 |
| --- | --------------------------------- | ------------------------------------------ | --------------------------------------- |
| 20  | The Mysterious Affair at Styles   | 16 september 1990                          | Arthur Hastings, James Japp             |
| 21  | How Does Your Garden Grow?        | 6 januari 1991                             | Arthur Hastings, James Japp, Miss Lemon |
| 22  | The Million Dollar Bond Robbery   | 13 januari 1991                            | Arthur Hastings, James Japp             |
| 23  | The Plymouth Express              | 20 januari 1991                            | Arthur Hastings, James Japp, Miss Lemon |
| 24  | Wasps’ Nest                       | 27 januari 1991                            | Arthur Hastings, James Japp, Miss Lemon |
| 25  | The Tragedy at Marsdon Manor      | 3 februari 1991                            | Arthur Hastings, James Japp             |
| 26  | The Double Clue                   | 10 februari 1991                           | Arthur Hastings, James Japp, Miss Lemon |
| 27  | The Mysterie of the Spanish Chest | 17 februari 1991                           | Arthur Hastings, James Japp             |
| 28  | The Theft of the Royal Ruby       | 24 februari 1991                           | n.v.t.                                  |
| 29  | The Affair at the Victory Ball    | 3 maart 1991                               | Arthur Hastings, James Japp, Miss Lemon |
| 30  | The Mystery of Hunter's Lodge     | 10 maart 1991                              | Arthur Hastings, James Japp             |

## Seizoen 4
| 31 | The ABC Murders          | 5 januari 1992  | Arthur Hastings, James Japp |
| Samenvatting: Hastings komt terug uit de jungle, en logeert bij zijn goede vriend Poirot. Poirot krijgt vreemde brieven; een man wil een moord gaan plegen in Andover. Eerst denkt Poirot aan een grap, maar als de moord daadwerkelijk plaatsvindt, weet Poirot dat het menens is. Kan Poirot de moorden voorkomen die aangekondigd worden in volgende brieven? |                          |                 |                             |
| 32 | Death in the Clouds      | 12 januari 1992 | James Japp                  |
| Samenvatting: Hercule Poirot vliegt van Parijs terug naar Londen. Tijdens de vlucht, als Poirot slaapt, wordt een oudere dame vermoord. Niemand heeft iets van de moord gemerkt, en Poirot vraagt zich af of dit de perfecte moord is. Uiteindelijk weet Poirot in een doolhof van aanknopingspunten en feiten de weg. hij krijgt wel de waardevolle hulp van een stewardess, chief inspector Japp en zijn Franse evenknie inspector Fournier. De oudere dame is tijdens de vlucht vermoord met een gif dat was gezet op een klein pijltje. De dode blijkt een woekeraarster geweest te zijn met veel vijanden en bovendien in het bezit van een onwettige dochter. Aan het eind legt Hercule het weer perfect uit. |                          |                 |                             |
| 33 | One, Two, Buckle My Shoe | 19 januari 1992 | James Japp                  |
| Samenvatting: Mr Morley, een tandarts in Harley Street, wordt dood gevonden. Japp houdt het voorlopig op zelfmoord. Poirot denkt daar anders over, omdat hij de tandarts die ochtend zelf nog geconsulteerd heeft en niets aan de man heeft gemerkt. Als later nog twee moorden volgen, moet Poirot in het verleden duiken om het verborgen motief van deze 3 moorden te ontdekken. De drievoudige moordenaar, een rijke bankier, probeert Poirot in te palmen, maar graaft hiermee zijn eigen graf. In de bestuurskamer van de bankier legt Hercule het de betrokkenen uit, inclusief chief inspector Japp en een onschuldig geboeide verdachte.                                                                   |                          |                 |                             |

## Seizoen 5
| Nr | Titel                                   | Originele uitzenddatum Verenigd Koninkrijk | Terugkerende personages |
| -- | --------------------------------------- | ------------------------------------------ | --- |
| 34 | The Adventure of the Egyptian Tomb      | 17 januari 1993                            | Arthur Hastings, Miss Lemon Het avontuur van de Egyptische tombe Lady Willard raadpleegt Poirot. Ze is de weduwe van de beroemde egyptoloog Sir John Willard. Hij was de archeoloog bij de opgraving van het graf van de farao Men-her-Ra samen met een Amerikaanse financier, de heer Bleibner. Beide mannen stierven binnen twee weken na elkaar, Sir John aan hartfalen en meneer Bleibner aan bloedvergiftiging. De zoon van Lady Willard, Guy, is nu naar Egypte vertrokken om het werk van zijn vader voort te zetten en ze is bang dat hij ook zal sterven. Tot Hastings 'verbazing zegt Poirot dat hij gelooft in de krachten van bijgeloof en stemt in met een onderzoek. In New York schoot de neef van Bleibner, inmiddels een rijke erfgenaam, zichzelf dood in zijn appartement. De pers staat vol over de Egyptische vloek. Poirot en Hastings reizen naar Egypte en ontdekken dat er weer een sterfgeval in het gezelschap heeft plaatsgevonden, die van een Amerikaan door tetanus. Terwijl Poirot de opgraving onderzoekt, voelt hij de krachten van het kwaad aan het werk. Op een avond bezorgt een Arabische bediende Poirot zijn kopje kamille thee. Hastings hoort Poirot stikken, nadat hij de thee heeft gedronken. Hij haalt de expeditiearts dr. Ames. Dit is echter een lokkertje om de man in hun tent te krijgen, waar Poirot Hastings beveelt hem vast te houden. In de eindsessie legt Poirot haarscherp uit dat het begon meet een natuurlijke dood, waarna Dr. Ames twee moorden beging om de grote erfenis van financier Bleibner zich toe te eigenen. Ook de zelfmoord in New York berustte op een moedwillig fout afgegeven diagnose. In Londen bedankt Lady Willard Hercule van ganser harte voor zijn speurwerk. De opgravingen kunnen worden voortgezet. Miss Lemon krijgt een mysterieuze kat uit het graf als aandenken van haar baas.                                       |
| 35 | The Underdog                            | 24 januari 1993                            | Arthur Hastings, Miss Lemon Een uitvinder klopt aan bij een groot Brits chemiebedrijf met een strategische uitvinding: kunstrubber. Het bedrijf verbetert het product en de CEO wil het laten maken door het Duitse chemiebedrijf Farben. Als de CEO dood wordt aangetroffen komt een auto met Poirot, Hastings en Mevrouw Lemon aanrijden. Nationalisme, patentroof, jaloezie? Mevrouw Lemon brengt de kersverse weduwe onder hypnose waarna Poirot de moord oplost. Aan het eind slaat Hastings op een golftoernooi een hole-in-one, al dan niet onder invloed van mevrouw Lemon. |
| 36 | Yellow Iris                             | 31 januari 1993                            | Arthur Hastings, Miss Lemon Tijdens een staatsgreep in Buenos Aires in 1934 wordt Poirot met geweld het land uitgezet. De avond ervoor was hij getuige van een verdachte zelfmoord van een rijke Britse erfgename Iris Weatherby. Kapitein Hasting komt 2 jaar later met een krant de aandacht opeisen. Er opent een nieuwe restaurant in Londen, met dezelfde naam als het restaurant in Buenos Aires waar Iris overleed. Mevrouw Lemon komt langs met een iris, die zojuist over de post is toegestuurd. De grijze cellen van Hercule staan onder hoogspanning. De restauranthouder in Londen is dezelfde als in Buenos Aires twee jaar eerder. De Argentijnse zangeres die aan de tafel aanzat, is eveneens in Londen. Bovendien is er een herinneringsdiner aan Iris in het gelijknamige restaurant exact 2 jaar later, met de 5 overgebleven personen. Omdat er een stoel vrij is schuift Hercule aan. Aan tafel gezeten kan hij niet verhinderen dat Iris zus Pauline eveneens bezwijkt aan kaliumcyanide in haar champagne, net als haar zus 2 jaar eerder. Bij het slotgesprek met de overige aanwezigen lost de getergde Poirot de 2 moorden op. Pauline is niet dood, maar leeft. Ze hield zich slechts dood op advies van Hercule Poirot. Daarvoor had kapitein Hasting middels een gesprek met de notaris van Iris Poirot een motief voor het ombrengen van Iris en Pauline verschaft. Als beloning trakteert hij de wat zuur kijkende Poirot op fish and chips om de goede afloop te vieren. |
| 37 | The Case of the Missing Will            | 7 februari 1993                            | Arthur Hastings, James Japp, Miss Lemon Een rijk zakenman met een zwakke gezondheid en vriend van Poirot overlijdt terwijl Hercule bij hem logeert. Chief Inspector Japp vindt later een insulineflesje op de plaats delict en zet de behandelend arts en volgens de geruchten tevens groot erfgenaam gevangen. Hercule Poirot is het niet eens met deze simpele Scotland Yard oplossing, want het testament is ontvreemd bij de verantwoordelijke notaris. Bovendien werd bij naspeuringen vlak na het overlijden het flesje niet aangetroffen. Als een van de intimi van de overleden Andrew Marsh bijna dodelijk verongelukt na een aanslag op een roltrap, komen de grijze cellen van Hercule los. Miss Lemon vindt desgevraagd een geheime geboorteakte in een ziekenhuisarchief. De enige natuurlijke erfgenaam blijkt Violet, de adoptiedochter van Andrew, die zijn echte dochter blijkt te zijn. Een jaloerse vrouw blijkt achter de moord op de zakenman te zitten, omdat ze haar zoon de erfenis wilde toespelen. Adoptiekind Violet weet opeens wie haar vader en moeder zijn. Met haar moeder gaat ze verder door het leven om vrouwenrechten als uitgeefster te bevorderen. |
| 38 | The Adventure of the Italian Nobleman   | 14 februari 1993                           | Arthur Hastings, James Japp, Miss Lemon Poirot krijgt heel veel puzzelstukjes te verwerken, waar hoofdinspecteur Japp snel mee klaar is. Kapitein Hastings koopt na 24 uur bedenktijd een Ferrari, miss. Lemon heeft een aanbidder en er wordt een vermoorde Italiaan gevonden, bij wie de aanbidder van miss. Lemon butler blijkt te zijn. De man heeft een alibi en een bezoeker wordt als moordenaar beschouwd door Japp, die deze man snel arresteert. Napolitaanse maffia. Zaak onmiddellijk in de doofpot. In de spiegel kijkend ziet Poirot alles anders. Het lijk had niet gegeten, waarmee de getuigenis van de knecht verdacht wordt. De Italiaanse ambassade en de Ferrari-garage komen in beeld. Intussen had Hastings het lijk herkend en goed de naam van de boot van de knecht onthouden met de bijbehorende haven. In de haven komt Japp met lokale politie rugdekking geven, maar dit keer moet kapitein Hastings het vuile werk opknappen. De aanbidder van miss. Lemon blijkt niet alleen getrouwd, maar ook de moordenaar van zijn baas te zijn. Om de vluchter klem te rijden, rijdt Hastings een Ferrari in puin, die hij net gekocht blijkt te hebben en betaald. Miss Lemon wist al lang dat haar lover niet deugde. Hij verwaarloosde de kat van zijn overleden baas, die nu verder mag leven in het appartement van Hercule Poirot. |
| 39 | The Chocolate Box                       | 21 februari 1993                           | James Japp Poirot vergezeld hoofdinspecteur Japp naar Brussel, waar hij een hoge Belgische onderscheiding krijgt. Na een ontmoeting met de voormalige superieur van Hercule, krijgt Japp te horen waarom Poirot privedective werd. Destijds was Hercule Poirot een veelbelovende man van het Brusselse politiekorps. Hij raakte betrokken bij een moord in de hoogste kringen, die hij oploste met de hulp van een bevriende apotheker, die de kruimels uit een chocoladedoos analyseerde, die deze Belgische minister had doen bezwijken. Het plotseling overlijden van deze M. Déroulard werd verklaard met hartfalen. Allerlei overwegingen speelden destijds mee aan de vooravond van de Eerste Wereldoorlog. De minister werd verdacht van Duitse sympathieën en een antikatholieke inslag. Poirot kwam erachter dat de oude moeder haar zoon bewust had omgebracht vanwege zijn geloofsopvattingen. Kort ervoor had hij zijn vrouw van de trap gegooid; haar overlijden werd eveneens afgedaan als een ongeluk. Virgenie Mesnard, een nicht van de overleden echtgenote, vroeg destijds Poirot om het overlijden van de politicus toch te onderzoeken. Hij deed dat in zijn vrije tijd, officieel was elk onderzoek verboden. Hij ontving voor zijn naspeuringen van Virgenie een fraai insigne, die hij met trots draagt. Met de moeder van de overleden politicus had Hercule afgesproken dat hij pas na haar dood de zaak zou onthullen. Dat moment is nu aangebroken bij zijn terugkeer na vele jaren in Brussel. Japp krijgt alles haarfijn uitgelegd en Virgenie Mesnard blijkt getrouwd met de toenmalige collega van Poirot. Ze hebben twee politie-zonen, waarvan de tweede de naam “Hercule” draagt. |
| 40 | Dead Man’s Mirror                       | 28 februari 1993                           | Arthur Hastings, James Japp Poirot is met Hastings op een veiling en ziet een beoogde spiegel aan zijn neus voorbijgaan. Ene sir Gervase Chevenix overbiedt het bod van Hercule van 90 pond met 30 pond. Na afloop wil hij Poirot inhuren met als honorarium onder andere de spiegel. Er wordt fraude gepleegd binnen zijn vastgoed imperium maar hij krijgt de vinger niet op de juiste plek. Poirot twijfelt lang over de bruuske uitnodiging maar neemt ten slotte toch met Hastings de trein naar het landgoed van zijn uitdager. Die avond zit er een barst in de aangekochte spiegel en heeft Gervase een gat in zijn hoofd en heeft als afscheidsbrief geschreven: “sorry”. Hoofdinspecteur Japp is snel op de plaats delict en houdt het op simpele zelfmoord. Poirot zag dat het moordwapen in de linkerhand was achtergelaten en vindt geen kogel en bemerkt hoe je van buiten uit het raam kan sluiten. jammer voor Japp. Nadat Porot Hastings en Japp de frauderend architect uit zijn brandende kantoor hebben gered, neemt Hercule een gok. Hij roept iedereen bij elkaar voor een slotsessie en beschuldigt bewust de verkeerde vrouw, Ruth, de geadopteerde dochter. Uiteindelijk bekent de tot dan toe onbekende moeder van Ruth de moord op haar werkgever. Hij dreigde haar dochter te onterven. |
| 41 | Jewel Robbery at The Grand Metropolitan | 7 maart 1993                               | Arthur Hastings, James Japp, Miss Lemon Een uitgebluste Poirot wordt door zijn huisarts Londen uitgestuurd voor 2 weken rust en vakantie. Poirot en Hastings verblijven in het Grand Metropolitan hotel in Brighton waar ze de heer en mevrouw Opalsen ontmoeten. Hij is een rijke effectenmakelaar en zijn vrouw verzamelt sieraden. Laatste aanwinst is een Russische parelketting. Het duplicaat, vervalsing, functioneert in een nieuw toneelstuk over een gestolen halsketting. De producent is de heer Opalsen, mevrouw speelt de hoofdrol en de première is in Brighton voordat het stuk naar de Verenigde Staten vertrekt. Hastings en Poirot logeren in het hotel tegenover de kamers van de Opalsens en nemen de uitnodiging voor de première aan. Na de première is de originele parelketting ontvreemd en hoofdinspecteur Japp komt uit Londen toegesneld. Hij arresteert vakkundig twee onschuldige verdachten, waarna in de tussentijd Poirot de toedracht kan ontleden. De privédetective in het toneelstuk heeft met een kamermeisje de halsketting ontvreemd. Het kamermeisje is desgevraagd door Hercule ontmaskerd door Miss lemon in Londen. Laatstgenoemde reist woedend naar Brighton, omdat Hercule rust moest houden. Tussen de attributen van het toneelstuk die klaar staan om naar de Verenigde Staten te worden verscheept komen Japp, Hastings en Poirot hardop denkend tot dezelfde conclusie. Waar is de grootste kans om een beroemd gestolen juweel kwijt te raken? De Verenigde Staten!, en Hercule vist het juweel uit een toneelattribuut, een siervaas. De gearresteerde Opalsen komt vrij en zijn vrouw weet hem te kalmeren. Ze had altijd gezegd dat Poirot alles zou oplossen en het toneelstuk is het gesprek van de dag door de teruggevonden halsketting. Maar volgens Hercule lag de oplossing in een ander toneelstuk van Oscar Wilde: The Importance of Being Earnest. |

## Seizoen 6
| 42 | Hercule Poirot’s Christmas | 1 januari 1995   | James Japp             |
| Samenvatting : Poirot zal alleen Kerstmis vieren en Japp vertrekt met frisse tegenzin naar zijn schoonfamilie in Wales. Kerstmis van Poirot wordt verstoord omdat de centrale verwarming het begeeft op 21 december. Reparatie na 26 december. Als ene Simeon Lee dan Poirot uitnodigt om Kerstmis op zijn landgoed te komen vieren, neemt Poirot deze uitnodiging graag aan. Simeon zou worden bedreigd. Wanneer deze onbeschaafde superrijke gastheer, met Zuid-Afrikaanse diamant wortels, vervolgens wordt vermoord, haalt Poirot Japp op in Wales om de plaatselijke politie inspecteur Sugden de leiding van het onderzoek te ontnemen. Poirot loopt op zijn zwarte lakschoenen in het sneeuwlaagje van de Witte Kerst. In de slotsessie met bijna alle betrokkenen lost Hercule de moord op. Maar wie is de dader, vraagt Japp? Tja, dat was de bastaardzoon, de plaatselijke politiechef Sugden. Poirot en Japp rijden samen per trein naar huis terug, terwijl ze cadeaus uitwisselen. |                            |                  |                        |
| 43 | Hickory Dickory Dock       | 12 februari 1995 | James Japp, Miss Lemon |
| Samenvatting: In een studentenhuis vinden veel ongewone diefstallen plaats. De zus van Miss Lemon werkt in het huis en roept de hulp in van Poirot. Al snel daarna volgt de eerste moord. Poirot kan niet voorkomen dat er meer moorden volgen, voor hij de zaak heeft opgelost. Meteen bij de eerste moord arriveert Japp. Hoofdinspecteur Japp neemt het aanbod aan om gedurende de week vakantie van zijn vrouw, in de logeerkamer van Poirot en Lemon te trekken. Het studentenhuis is geïnfiltreerd door de douane, die achter diamantsmokkel aanzit. Een rugzakkenzaak om de hoek, het sterven van een bekend politicus, het speelt allemaal mee, als Hercule zijn zoon ontmaskert als de uiteindelijke dader van de moorden. Tegelijkertijd lost hij de dood van de moeder van de jongen ook nog eens op. Tien jaar ervoor geloofde Japp, die de zaak behandelde, niet aan zelfmoord maar verdacht de vader van de jongen. De episode wordt afgesloten met een lunch bij Japp thuis, als dank voor de logeerpartij, tot wanhoop van Hercule. |                            |                  |                        |
| 44 | Murder on the Links        | 11 februari 1996 | Arthur Hastings        |
| Samenvatting: Poirot en Hastings nemen een korte vakantie in de badplaats Deauville Frankrijk: Hotel du Golf. Poirot wordt aangesproken door de steenrijke magnaat en de hoteleigenaar Paul Renauld. Hij vreest voor zijn leven. Deze Renauld wordt de volgende dag vermoord aangetroffen op de golfbaan. Poirot sluit een gewaagde weddenschap af met de verantwoordelijk Franse politie-inspecteur Girauld. Wie zal de dader het eerst ontmaskeren? Pijp tegen Snor? Hastings veest de afloop, maar vindt persoonlijk zijn bal en een lijk na een slordig geslagen golfslag recht in de in aanbouw zijnde zandbunker annex eenmansgraf. Omdat de onschuldigen elkaar verdenken kloppen de verklaringen niet en inspecteur Girauld blijft verkeerde personen opsluiten. Poirot doet research terug in Londen inzake een geruchtmakende moord 10 jaar eerder. De geliefden van toen zijn nu buurman en buurvrouw onder een andere naam. In het slotgesprek lost hij de Londense moord op en verklaart de twee lijken in Deauville. Na heel wat romances in deze aflevering laat Poirot de wanhopige verliefde Hastings aan de zee achter met zijn prachtige zangeres. Girauld mocht zijn pijp houden, hij zal telkenmale aan Hercule moeten denken. |                            |                  |                        |
| 45 | Dumb Witness               | 16 maart 1996    | Arthur Hastings        |
| Samenvatting: Poirot ontvangt een brief waarin de zeer vermogende Emily Arundel aangeeft slachtoffer van een moordpoging te zullen worden. Poirot adviseert haar haar testament te wijzigen en als enige begunstiger iemand aan te wijzen die ze kan vertrouwen. Haar familieleden worden door het nieuwe testament allemaal onterfd. Als zij vervolgens overlijdt, vermoedt Poirot dat er meer aan de hand is. Hij besluit de zaak tot op de bodem uit te zoeken. Een van de familieleden is een goede kennis van Hastings. Hercule wordt niet geholpen door twee oude tantetjes, die in contact staan met het hiernamaals. De hond Bob, een foxterrier lost samen met Hercule de moord op. Emily was al vergiftigd en stervende toen Poirot opdook. Bob mag na een verzonnen seance door Poirot bij de tantetjes verder leven. |                            |                  |                        |

## Seizoen 7
| 46 | The Murder of Roger Ackroyd | 2 januari 2000   | James Japp                              |
| Samenvatting: Poirot heeft zich al een jaar teruggetrokken in een rustig dorp en besteedt zijn tijd aan tuinieren. Een vooraanstaand inwoner wordt vermoord, en dat is toevallig een bekende van Poirot. Pas na de komst van hoofdinspecteur Japp en diens uitdrukkelijk verzoek besluit Hercule met tegenzin zijn grijze cellen weer in actie te laten komen. Ze reizen zelfs samen terug naar Londen naar het appartement van Poirot dat nog steeds in eigendom blijkt te hebben en wel in een volledig geconserveerde staat. Hercule denkt dat hij de stad haat. Maar als er een tweede dode valt, de butler, komen de vraagtekens over de lieflijkheid van het platteland boven drijven. De klassieke slotsessie met alle verdachten lijkt te mislukken, maar in de nazit bekent de nieuwe vriend van Poirot, de huisarts en amateur klokkenmaker de twee moorden. Met de revolver van zijn zus probeer hij Japp en Hercule te liquideren, maar na 5 gemiste kogels pleegt hij met zijn laatste kogel zelfmoord. Hercule Poirot besluit het dagboek van de dokter uit piëteit niet te publiceren en overweegt terug naar de stad te verhuizen. |                             |                  |                                         |
| 47 | Lord Edgware Dies           | 19 februari 2000 | Arthur Hastings, James Japp, Miss Lemon |
| Samenvatting: Na de vorige episode is Poirot teruggekeerd naar Londen, waar miss Lemon het archief in ere probeert te herstellen. Als ook Arthur Hastings berooid via Parijs terugkeert uit Argentinië is het trio weer compleet. Dit wordt gevierd met een etentje in het appartement bereid door Hercule, waar ook James Japp aanwezig is. Poirot is dan al benaderd door Lady Edgware, die van haar rijke man wil scheiden. Snel op elkaar volgen een aantal moorden. Lord Edgware, een Amerikaanse actrice en een opkomend schrijver. Intussen zit Japp de butler van Edgware achterna, die achternagezeten dood neerstort op het Londense vliegveld, te midden van de gestolen Franse francs. Hercule stelt zichzelf vijf vragen en deelt die mee aan Arthur en miss Lemon. Laatstgenoemde lost 2 vragen op door naspeurwerk, maar Arthur brengt de ommekeer: "omgekeerd denken". Hercule kan nu in de slotsessie verklaren dat Lady Edgware toch de dader is, iets dat James Japp meteen al vaststelde. Ze had zichzelf een vals alibi verschaft met een betaalde dubbelganger, die ze meteen na haar eerste moord ombracht. De schrijver had haar ontmaskert maar deed dat te loslippig, zodat hij ook eeuwig moest zwijgen met Hercule aan de telefoon. Lady Edgware is als actrice kinderlijk blij ontmaskerd te zijn door Poirot. Aan het eind is er een vette cheque voor Poirot van de nieuwe dankbare ex-verloofde van Lady Edgware, die hij gracieus schenkt aan Arthur Hastings. Die had immers de beslissende tip gegeven. |                             |                  |                                         |

## Seizoen 8
| 48 | Evil Under the Sun    | 20 april 2001 | Arthur Hastings, James Japp, Miss Lemon |
| Samenvatting: Bij de feestelijke opening van het Argentijnse restaurant van kapitein Hastings, zijn nieuwe investering, wordt Poirot onwel in het bijzijn van hoofdinspecteur Japp. De dokter schrijft hem rust en afvallen voor en daartoe vertrekt hij met kapitein Hastings naar een hotel op een eiland vlak voor de kust bij Devon. Daar wordt Arlena Stuart, een beroemd actrice, op het strand vermoord gevonden. Poirot laat het er niet bij zitten, en gaat de zaak onderzoeken. Hij krijgt ter plekke assistentie van Japp en Hastings. In Londen werkt miss Lemon hard aan historische feiten zoals een soortgelijke onopgeloste moord 2 jaar eerder. Als Japp heroïne in een grot vindt, is hij een speciale eigen afdeling van Scotland Yard te vlug af, die een lange operatie van de narcotica-afdeling uitvoert naar een verdachte zeezeiler. Hercule legt de hotelgasten aan het eind haarfijn uit welk koppel verantwoordelijk was voor de moord op het strand en een soortgelijke misdaad 2 jaar eerder op het vasteland. Aan het eind van de aflevering deelt Japp droogjes mee dat het restaurant van Hasting gesloten wordt door het ministerie. 14 Gevallen van voedselvergiftiging, waarvan Poirot ook het slachtoffer was geworden. Hastings vreest dat hij opnieuw geruïneerd is. |                       |               |                                         |
| 49 | Murder in Mesopotamia | 2 juni 2001   | Arthur Hastings                         |
| Samenvatting: Poirot begeleidt Hastings tijdens zijn opgravingen in Irak. Ze worden opgehaald door een aldaar aanwezige neef(oomzegger) van Arthur. De werkzaamheden staan onder leiding van dr. Leidner. Als Mrs Leidner vermoord wordt aangetroffen op haar kamer, neemt Poirot de zaak in onderzoek. Maar het blijft niet bij een moord. Net als dr. Leidner zoekt Poirot in het verleden maar dan in dat van heer en mevrouw Leidner. Dat leidt tot een oplossing van een bizar uitgevoerde moord met een molensteen. Maar de verklaring over het tweede huwelijk van de echtgenoten is bijna te moeilijk om te geloven. |                       |               |                                         |

## Seizoen 9
| 50 | Five Little Pigs  | 14 december 2003 | n.v.t. |
| Samenvatting: Lucy Crale kreeg veertien jaar geleden de doodstraf door ophanging voor de moord op haar man. Haar dochter gelooft dat haar moeder echter onschuldig was en roept de hulp van Poirot in. Deze besluit de vijf mensen te ondervragen die destijds eveneens aanwezig waren tijdens de moord. Wie heeft de moord gepleegd? Aan de hand van de ondervragingen 14 jaar na dato weet Hercule zonder enige hulp messcherp de juiste toedracht van de moord te reconstrueren. De dame aan de galg was onschuldig, haar halfzus die ze dacht te beschermen ook, maar het jonge schildersmodel, nu een vooraanstaand lid van de society, had destijds een geraffineerd moordplan in elkaar gezet.                     |                   |                  |        |
| 51 | Sad Cypress       | 26 december 2003 | n.v.t. |
| Samenvatting: Elinor Carlisle wordt verdacht van de moord op Mary Gerrard omdat deze haar tante Laura probeerde in te palmen om zo de enige erfgenaam te worden. Als blijkt dat de verloofde van Elinor ook nog verliefd is op Mary, lijkt de zaak kristalhelder na de plotselinge dood van tante en vervolgens Mary. Poirot heeft echter zijn twijfels en neemt de zaak in onderzoek. Een afgescheurd etiket met als opdruk morfine in plaats van Morfine prikkelt de grijze cellen van Hercule. Hij komt tot de slotsom dat het apomorfine betrof, een antibraakmiddel. Hij redt Elinor van de galg en ze kan met de behulpzame dorpsdokter trouwen.                                                                    |                   |                  |        |
| 52 | Death on the Nile | 12 april 2004    | n.v.t. |
| Samenvatting: Poirot wil gaan genieten van een cruise op de Nijl. Voor hij aan boord ging ontmoette hij een pasgetrouwd stel op huwelijksreis. De echtgenoot heeft zijn verloofde gedumpt en deze Jackie achtervolgt het stel. Als de schatrijke vrouw vermoord wordt aangetroffen in haar hut, blijkt vrijwel iedereen aan boord over een motief te beschikken. Er worden nog 2 getuigen vermoord en Poirot heeft al zijn grijze cellen nodig om de zaak op te lossen. Een oude bekende kolonel Race heeft formeel de leiding op het schip. Hij is een beruchte juwelendief op het spoor en Hercule levert hem als bijvangst. Bij het aan land gaan staat Poirot toe dat de 2 geliefden en moordenaars zelfmoord plegen. |                   |                  |        |
| 53 | The Hollow        | 30 augustus 2004 | n.v.t. |
| Samenvatting: Tijdens een bezoek aan het landgoed "The Hollow" treft Poirot de doodgeschoten John Christow aan met om hem heen verschillende gasten én zijn vrouw met een pistool. Hercule heeft een weekend huisje in de buurt en was uitgenodigd voor een "moordspel". Maar in deze zaak is niets wat het lijkt. Poirot werkt nauw samen met de plaatselijke politie inspecteur en weet de moord tot op het laatste detail te ontrafelen. Hij staat wederom toe dat de moordenaar zich met kaliumcyanide van het leven berooft. |                   |                  |        |

## Seizoen 10
| 54 | The Mystery of the Blue Train | 1 januari 2006 | n.v.t.         |
| Samenvatting: Hercule Poirot gaat met de Blue Train naar Nice. In de trein wordt de steenrijke Ruth Kettering op gruwelijke wijze vermoord. De vrij anonieme Franse politie inspecteur laat Hercule ongestoord al het werk doen. Een kostbare edelsteen is eveneens verdwenen. Dat Ruth Kettering met een andere reiziger, eveneens een rijke erfgename, van cabine ruilde, roept veel vragen op bij Poirot. Te meer daar er veel later een mislukte moordpoging op haar plaatsvindt. Aan het eind legt Hercule haarfijn uit hoe een gewiekste juwelendief een moordenaar werd. En weer laat Hercule de moordenaar zelfmoord plegen. |                               |                |                |
| 55 | Cards on the Table            | 19 maart 2006  | Ariadne Oliver |
| Samenvatting: Mr Shaitana nodigt Poirot, hoofdinspecteur Battle, Colonel Race, detectiveschrijfster Ariadne Oliver en vier anderen uit voor een bridgeavond. De 4 misdaadjagers spelen in een kamer, 4 mogelijke moordenaars in de andere waar de gastheer verblijft. Shaitana speelt zelf niet mee en wordt aan het eind van de avond gedrogeerd en vermoord aangetroffen in zijn stoel. Een van de vier bridgers in die kamer moet de dader zijn, maar niemand heeft hetzelfde gezien. Detectiveschrijfster Ariadne wordt gedoogd in het onderzoeksteam van de 3 misdaadjagers en vindt waardevolle informatie over zilverpoets. Maar Hercule stort zich op de scorelijsten en ondervraagt de 4 verdachte spelers aan de hand van hun resultaten. Via de psychologie van het bridgespel en de vrijheid van de dummy wijst hij de dader aan. De detectiveschrijfster had de dokter intuïtief meteen al gebrandmerkt. |                               |                |                |
| 56 | After the Funeral             | 26 maart 2006  | n.v.t.         |
| Samenvatting: Richard Abernethie is overleden en zijn familieleden zijn bij de notaris om het voorlezen van het testament bij te wonen. Cora, de zus van de overledene, merkt terloops op dat haar broer vermoord is. Een dag later wordt zij vermoord aangetroffen in haar bed. De notaris besluit Poirot in te roepen vanuit Londen om deze zaak uit te zoeken. Hoewel vele familieleden verdacht zijn en elkaar verdenken, stapt Hercule onbevooroordeeld in de zich snel ophopende misdaden. Het laatste testament wordt gevonden in een poppenhuis, het voorgelezen testament was een vervalsing en de notaris heeft een oogje op een mogelijke erfgename en nicht en neef starten een affaire. Maar een opgedoken schilderij van Rembrandt is het laatste stukje van de puzzel dat Poirot nodig heeft om de zaak over te dragen aan de plaatselijke politie. Deze inspecteur Morton was al die tijd op de achtergrond aanwezig om Hercule Poirot te ondersteunen. |                               |                |                |
| 57 | Taken at the Flood            | 2 april 2006   | George         |
| Samenvatting: Gorden Cloade komt om met tientallen anderen bij een enorme gasexplosie in zijn woning. Zijn vrouw Rosaleen is zijn enige erfgenaam. Onder invloed van haar broer weigert ze de rest van de nabestaanden van Gordon financieel bij te blijven staan. Als geruchten de kop opsteken dat de eerste echtgenoot van Rosaleen nog in leven is, zou dat kunnen betekenen dat het vermogen van Gordon alsnog naar zijn familie gaat wegens illegale bigamie. Poirot besluit de zaak te onderzoeken en werkelijk niets is deze keer wat het lijkt. Hoofdinspecteur Spence vertrouwt volledig op de grijze cellen van Hercule en biedt alleen maar dankbaar volledige ondersteuning. Als Hercule van Scotland Yard te horen krijgt dat de toevallige gasexplosie een aanslag was met dynamiet, passen opeens alle puzzelstukjes. Een jaloerse broer, een keukenmeisje met een abortus, een familielid dat zich voor iemand anders uitgaf en werd vermoord en zelfs een arts bij de rechtbank die verslaafd is aan morfine evenals het dienstmeisje. Het past allemaal perfect en de nabestaanden van Gordon Cloade krijgen alsnog de hele erfenis tot hun stomme verbazing. |                               |                |                |

## Seizoen 11
| 58 | Mrs McGinty’s Dead     | 14 september 2008 | Ariadne Oliver, George |
| Samenvatting: James Bentley is na speurwerk door hoofdinspecteur George Spence gearresteerd voor de moord op zijn hospita, een werkster. De zaak lijkt zo klaar als een klontje, James krijgt de galg, maar de hoofdinspecteur is opeens zelf niet meer overtuigd. Hij wordt overgeplaatst naar Glasgow, maar vraagt Hercule Poirot alsnog in zijn plaats op zoek te gaan naar de echte dader. En dan loopt Hercule ook nog eens de welbekende detectiveschrijfster Olivier tegen het lijf. Haar Intuitie faalt, maar aan de hand van oude foto's en de genderneutrale naam "Evelyn" weet Hercule de echte dader te ontmaskeren. |                        |                   |                        |
| 59 | Cat Among the Pigeons  | 21 september 2008 | n.v.t.                 |
| Samenvatting: Op een Engelse meisjeskostschool wordt de gymlerares vermoord. De directrice besluit Poirot in vertrouwen te nemen. Deze ontdekt al snel dat een revolutie in het fictieve koninkrijk Ramat alles te maken heeft met de gebeurtenissen in Engeland. De tuinman wordt ontmaskerd als medewerker van de geheime dienst en de plaatselijke politie-inspecteur Kelsey is eveneens behulpzaam bij het onderzoek. Het Poirot-trio moet nog 2 moorden oplossen voordat de edelstenen in een tennisraket en de knieën van de prinses alle puzzelstukjes een plaats geven. Maar de moorduchtige ex-geheime agente Angelica lost nog een laatste dodelijk schot tijdens het traditionele puzzelstukjes leggen in de afgesloten kamer door Hercule. Een nodeloze smet op het onderzoek maar Poirot lijkt er mee weg te komen. Hij houdt ook één edelsteen achter voor de eerlijke vindster van de juwelenschat, waarmee hij zich een vrijheid veroorloofde die samengaat met het klimmen der jaren. |                        |                   |                        |
| 60 | Third Girl             | 28 september 2008 | Ariadne Oliver, George |
| Samenvatting: Poirot krijgt bezoek van een meisje dat gelooft dat ze een moord heeft gepleegd. Maar omdat ze Poirot te oud vindt, vertrekt ze zonder verdere uitleg. Met de hulp van Ariadne Oliver achterhaalt Poirot de identiteit van het meisje en samen ontdekken ze het verhaal achter deze zaak. Poirot heeft inmiddels een butler George tot zijn beschikking in zijn appartement. Als er een zelfmoordslachtoffer wordt gevonden trekt inspecteur Nelson zijn eigen weg, het duo Hercule&Ariadne stort zich op de (onderlinge) relaties van de drie vrouwen, die boven Ariadne wonen. Hercule lost het met enige hulp van de misdaadboekenschrijver op en de politie kan de arrestatie verrichten in het traditionele slotgesprek. Hij redt zo het meisje dat hem te oud vond. |                        |                   |                        |
| 61 | Appointment With Death | 25 december 2009  | n.v.t.                 |
| Samenvatting: In Syrië vinden opgravingen plaats om de schedel van Johannes de Doper te vinden. Deze opgravingen staan onder leiding van Erich Leidner. Als zijn vrouw dood wordt aangetroffen in haar ligstoel in de zon. Vervolgens blijkt vrijwel iedereen een motief voor de moord te hebben. Poirot ondervraagt alle verdachten en weet de zaak op te lossen. Maar ook deze keer plegen de moordenaars in de slotscène zelfmoord. |                        |                   |                        |

## Seizoen 12
| 62 | Three Act Tragedy            | 3 januari 2010   | George         |
| Samenvatting: Tijdens een diner bij sir Charles Cartwright, een toneespeler, valt de plaatselijke dominee Babbington dood neer. Hij lijkt echter niet vergiftigd. Een maand later valt er bij een tweede diner weer een dode, die vermoord is met nicotine. Poirot neemt dan wel desgevraagd door Charles de zaak in onderzoek. Was de dominee eigenlijk wel een beoogde slachtoffer? In een echt theater geeft Poirot zijn auditorium uitleg over drie moorden in 3 bedrijven. Hercule beseft dat hij in het eerste bedrijf, de proefmoord, zelf slachtoffer had kunnen worden van een blad met cocktails als Russische Roulette. |                              |                  |                |
| 63 | Hallowe'en Party             | 27 oktober 2010  | Ariadne Oliver |
| Samenvatting: Ariadne Oliver is aanwezig op een feest ter gelegenheid van Halloween. Een van de aanwezige kinderen, Joyce, schept op over een moord waar zij getuige van zou zijn geweest. Niemand neemt haar verhaal serieus, tot ze die avond vermoord wordt gevonden. Ariadne Oliver besluit Poirot in te schakelen, die juist aan zijn butler George het verschil tussen het Belgische Allerzielen en het Britse Halloween uitlegt. Dit keer stuit Hercule op een arrogante politiecommissaris die hardnekkig een zwerver blijft zoeken. Ariadne blijft de hele aflevering ziek op bed zodat Hercule er alleen voor staat. Hij ondervraagt de plaatselijke roddeltante, die hem 3 mogelijk verdachte sterfgevallen aanreikt. Maar alles zit weer net anders dan verwacht. De verdwenen gelukszoeker is vermoord, de broer van het meisje wordt ook omgebracht. Laat knoopt Hercule alsnog de eindjes aan elkaar en twee heimelijke gelieven worden ontmaskerd en afgevoerd door de plaatselijke politie. Ariadne bedankt Hercule voor zijn bewezen diensten. |                              |                  |                |
| 64 | Murder on the Orient Express | 25 december 2010 |                |
| Samenvatting: Poirot reist na een speciale opdracht in Palestina met de Orient Express terug naar Engeland. Hij krijgt via een oude kennis, de directeur van de spoorlijn, alsnog een vip-ticket. Op de Balkan loopt de trein vast in de sneeuw en blijkt de rijke Amerikaan Ratchett vermoord te zijn in zijn coupé. Poirot ontdekt al snel dat alle aanwezigen in de trein waar hij verblijft een motief hebben voor de moord. Hij lost de moord op en lijkt niet onder de indruk dat de moord meer dan gerechtvaardigd was. Bij de komst van de Joegoslavische politie eindigt de aflevering in een open einde. Hercule gaat steeds meer over tot het bidden van zijn rozenkrans. |                              |                  |                |
| 65 | The Clocks                   | 26 december 2011 |                |
| Samenvatting: Sheila Webb wordt ingehuurd als typiste door een blinde vrouw. In het huis van de blinde vrouw treft ze een vermoorde man aan, samen met vier klokken die alle op dezelfde tijd stilstaan. De blinde vrouw ontkent Sheila te hebben ingehuurd en kent ook de vermoorde man niet. Tijdens een opvoering van een stuk van Ariadne Olivier wordt Poirot aangesproken door de zoon van kolonel Race, een zeer goede vriend van Hercule. Deze zoon luitenant Race werkt net als zijn vader bij de Britse geheime dienst. Hij geeft Poirot de taak om dit mysterie te ontrafelen, hetgeen kort daarna bekrachtigd wordt door zijn hoogste baas. De plaatselijke inspecteur Hardcastle in Dover is niet blij met de toewijzing van Hercule Poirot en luitenant Race aan zijn onderzoeksteam. Maar er is een geheime agente vermoord en de Duitsers zitten achter de geheime plannen aan van de haven van Dover. Hercule maakt zich als Belg ernstig zorgen over de plannen van Adolf Hitler en de plaatselijke politieman is bezorgd over de ontluikende liefdesrelatie van Sheila en de luitenant. Nadat er nog 2 moorden gepleegd zijn lost Hercule de zaak op. De werkgeefster van Sheila was de spil in het mysterie en buren van de blinde vrouw hadden ten onrechte een grote Canadese erfenis aanvaard. Daartoe moest een bezoekende Canadees een lijk worden. |                              |                  |                |

## Seizoen 13
| 66 | Elephants can remember      | 9 juni 2013      | Ariadne Oliver, George                          |
| Celia Ravenscroft, de peetdochter van Ariadne Oliver, wil trouwen met Desmond Burton-Cox. Zijn moeder gaat echter niet akkoord omdat de dood van Celia's ouders nooit is opgehelderd. Mrs Oliver roept de hulp van Poirot in, maar deze wordt in beslag genomen door de moord op een oude psychiater. Daarom besluit ze zelf op onderzoek uit te gaan. |                             |                  |                                                 |
| 67 | The Big Four                | 23 oktober 2013  | Arthur Hastings, James Japp, Miss Lemon, George |
| Samenvatting: Een Russische schaakgrootmeester wordt vermoord tijdens een internationaal schaaktoernooi. Via Japp raakt Poirot betrokken bij deze zaak. Hij ontdekt dat er een verband bestaat met een geheim genootschap dat veel macht heeft in de wereld van de politiek. |                             |                  |                                                 |
| 68 | Dead Man’s Folly            | 30 oktober 2013  | Ariadne Oliver                                  |
| Samenvatting: Ariadne Oliver wordt gevraagd een moordspel te organiseren tijdens een groot feest op een landgoed. Omdat ze het gevoel heeft dat er dingen niet kloppen, vraagt ze Poirot een oogje in het zeil te houden tijdens het feest. Al snel blijkt haar voorgevoel te kloppen. Een meisje uit het dorp wordt vermoord gevonden in het boothuis. |                             |                  |                                                 |
| 69 | The Labours of Hercules     | 6 november 2013  | n.v.t.                                          |
| Samenvatting: Poirot maakt jacht op de kunstdief Marrascaud en heeft een val opgezet. De rijke Lucinda Le Mesurier zal een onschatbaar schilderij tentoonstellen om de dief te lokken. Maar alles loopt verkeerd. Het schilderij wordt gestolen en Lucinda wordt vermoord. Poirot voelt zich verantwoordelijk en raakt in een depressie. Als hij zich drie maanden later bezig gaat houden met een andere zaak, blijken verschillende lijnen samen te komen. |                             |                  |                                                 |
| 70 | Curtain: Poirot's Last Case | 13 november 2013 | Arthur Hastings, George                         |
| Samenvatting: Hastings rouwt om zijn overleden vrouw als Poirot hem uitnodigt naar Styles, de plek van hun eerste zaak. Het landgoed is nu een chic gastenverblijf. Poirot blijkt een oude, zieke man geworden. Hij zit in een rolstoel en is slecht ter been. Poirot heeft een moordenaar in het verblijf ontdekt en vraagt Hastings om in zijn plaats op onderzoek uit te gaan voor er weer een moord zal worden gepleegd.                                 |                             |                  |                                                 |